# Baboloki Thebe
Baboloki Tirelo Thebe (Ramonaka, 18 marzo 1997) è un velocista botswano.

## Palmarès
| Anno | Manifestazione               | Sede           | Evento      | Risultato  | Prestazione | Note             |
| ---- | ---------------------------- | -------------- | ----------- | ---------- | ----------- | ---------------- |
| 2014 | Giochi panafricani giovanili | Gaborone       | 100 m piani | Bronzo     | 10"65       |                  |
| 2014 | Giochi panafricani giovanili | Gaborone       | 200 m piani | Oro        | 20"85       |                  |
| 2014 | Mondiali U20                 | Eugene         | 200 m piani | Semifinale | 21"28       |                  |
| 2014 | Mondiali U20                 | Eugene         | 4×100 m     | Batteria   | 40"53       |                  |
| 2014 | Mondiali U20                 | Eugene         | 4×400 m     | Finale     | dq          |                  |
| 2014 | Olimpiadi giovanili          | Nanchino       | 200 m piani | Argento    | 21"20       |                  |
| 2016 | Campionati africani          | Durban         | 400 m piani | Oro        | 44"69       |                  |
| 2016 | Campionati africani          | Durban         | 4×100 m     | 7º         | 40"40       |                  |
| 2016 | Campionati africani          | Durban         | 4×400 m     | Oro        | 3'02"20     |                  |
| 2016 | Mondiali juniores            | Bydgoszcz      | 400 m piani | Semifinale | dq          |                  |
| 2016 | Mondiali juniores            | Bydgoszcz      | 4×100 m     | Batteria   | 40"41       |                  |
| 2016 | Mondiali juniores            | Bydgoszcz      | 4×400 m     | Argento    | 3'02"81     |                  |
| 2016 | Giochi olimpici              | Rio de Janeiro | 400 m piani | Semifinale | dns         |                  |
| 2016 | Giochi olimpici              | Rio de Janeiro | 4×400 m     | 5º         | 2'59"06     | Record nazionale |
| 2017 | World Relays                 | Nassau         | 4×400 m     | Argento    | 3'02"28     |                  |
| 2017 | Mondiali                     | Londra         | 400 m piani | 4º         | 44"66       |                  |
| 2017 | Mondiali                     | Londra         | 4×400 m     | Batteria   | 3'06"50     |                  |
| 2018 | Commonwealth                 | Gold Coast     | 400 m piani | Argento    | 45"09       |                  |
| 2018 | Commonwealth                 | Gold Coast     | 4×400 m     | Oro        | 3'01"78     |                  |
| 2018 | Campionati africani          | Asaba          | 400 m piani | Oro        | 44"81       |                  |
| 2019 | Giochi panafricani           | Rabat          | 200 m piani | Batteria   | dnf         |                  |
| 2021 | Giochi olimpici              | Tokyo          | 4×400 m     | Bronzo     | 2'57"27     | Record africano  |
| 2023 | Mondiali                     | Budapest       | 4×400 m     | Finale     | dq          |                  |

## Altre competizioni internazionali
2018
- Argento in Coppa continentale ( Ostrava), 400 m piani - 45"10
- Argento in Coppa continentale ( Ostrava), 4×400 m mista - 3'16"19